# Карчмарек, Агата
Агата Ядвига Карчмарек (пол. Agata Jadwiga Karczmarek, урожденная Ярошек; 29 ноября 1963, Варшава, ПНР — 18 июля 2016, Варшава, Польша) — польская легкоатлетка, бронзовый призёр чемпионата мира по лёгкой атлетике в помещении в Париже (1997).

## Спортивная карьера
Начала свою спортивную карьеру в 1974 г. как художественная гимнастка. Тренировалась у Эрики Кост и Анджея Хидзиньского. В этом качестве участвовала в Олимпийских играх в Москве (1980), где стала седьмой в командном зачете.
Затем перешла в легкую атлетику. На национальном уровне выступала за варшавский клуб «Легия» (1980—2000) под руководством Ежи Фидусевича и Анджея Ласоцки. Являлась рекордсменкой и 14-кратной чемпионкой Польши (1985—1989, 1991—1997, 1999, 2000) в прыжках в длину. 10-кратная чемпионка страны в помещении (1986—1987, 1989, 1993—1997, 1999—2000). Рекорд Польши и личный рекорд спортсменки (6,97 м) был установлен на соревнованиях в Люблине 6 августа 1988 г.
В 1988 г. она выиграла приз «Золотое кольцо» (Złote Kolce) как лучшая польская спортсменка сезона.
Выступая за сборную Польши на международной арене, три раза выступала на Олимпиадах (1988, 1992 и 1996) и пять раз принимала участия в чемпионатах мира (1991, 1993, 1995, 1997, 1999). Стала шестой на чемпионате мира по легкой атлетике в Индианаполисе (1987), седьмой — на Олимпийских играх в Сеуле (1988) и шестой — на чемпионате мира в помещении в Будапеште (1989) в прыжках в длину.
На Олимпийских играх в Барселоне (1992) заняла 10-е место, а через четыре года в Атланте (1996) стала шестой.
Наибольшего успеха добилась на мировом первенстве в помещении в Париже (1997), на котором с результатам 6,71 м завоевала бронзовую медаль в прыжках в длину.
В 2000 г. завершила спортивную карьеру.
Была замужем за бегуном Петром Карчмареком.